# Antoine Barnave
Pour les articles homonymes, voir Barnave (homonymie).
Antoine Barnave est un homme politique français, né le 22 octobre 1761 à Grenoble et mort guillotiné le 29 novembre 1793 à Paris.
Il a joué un rôle important durant les premières années de la Révolution.
Député du Dauphiné aux états généraux, il devient un des principaux membres de l'Assemblée nationale constituante, où il siège d'abord à gauche, au sein du « triumvirat » Duport-Barnave-Lameth.
Mais, craignant la radicalisation de la révolution après la tentative de fuite de Louis XVI (juin 1791), il se rapproche de la cour. Après la chute de Louis XVI (10 août 1792), il est incarcéré dès le 18 août en raison de la découverte d'une correspondance compromettante. Un an plus tard, après la victoire des montagnards sur les girondins (juin 1793), il est déféré par la Convention devant le Tribunal révolutionnaire au début de la Terreur, condamné à mort le 28 novembre et exécuté le lendemain.

## Biographie

### Origines familiales et formation

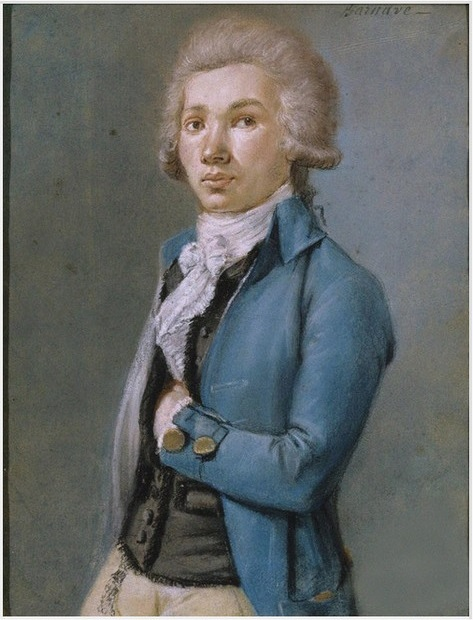
Anonyme, Antoine Barnave, château de Versailles.

Issu d’une famille protestante de la haute bourgeoisie de Grenoble, Antoine Pierre Joseph Marie Barnave est le fils de Jean-Pierre Barnave, avocat auprès du parlement de Grenoble, et de Marie-Louise de Pré de Seigle de Presle.
Il a un frère cadet, mort en 1783.
Antoine Barnave fait des études de droit à l’université de Grenoble. Il obtient le diplôme de bachelier, puis de licencié en droit à l’université d'Orange (1780).

### Carrière sous l'Ancien Régime
En 1783, Barnave est choisi parmi les jeunes avocats pour prononcer le discours de clôture du parlement de Grenoble. Il se fait remarquer par son indépendance d’esprit en discourant sur « la division des pouvoirs ».
Comme la plupart des représentants de la bourgeoisie, il souhaite qu’« une nouvelle distribution de la richesse entraîne une nouvelle distribution du pouvoir ».

### Prélude à la Révolution (1788)
Lors de la journée des Tuiles (7 juin 1788), Barnave rédige un libelle L'Esprit des édits, appelant à soutenir le parlement de Grenoble suspendu par le pouvoir royal. Il se rapproche alors d’un autre avocat de Grenoble, Jean-Joseph Mounier (1758-1806).
Barnave et Mounier demandent la réunion des députés des trois ordres du Dauphiné, qui a lieu le 21 juillet au château de Vizille. Une résolution de Mounier réclamant le rétablissement des parlements provinciaux et la convocation des états généraux est adoptée.
Dans une situation générale difficile, notamment pour des raisons financières, le 8 août, Louis XVI convoque les états généraux du royaume pour le mois de mai 1789. C'est la première convocation depuis 1614, avec une innovation : dans chaque circonscription, le tiers état aura deux députés au lieu d'un seul.
Le 7 janvier 1789, Mounier et Barnave sont élus représentants du tiers état à cette assemblée.

### Débuts de la Révolution (5 mai - 6 octobre 1789)

#### Des états généraux à l'Assemblée nationale constituante (5 mai - 9 juillet 1789)
La première séance (plénière) des états généraux a lieu le 5 mai 1789 à Versailles. Le roi refuse une revendication essentielle du tiers état : que les états généraux travaillent toujours en séance plénière et que le vote des résolutions ait lieu par tête (une voix par député) et non par ordre (une voix pour chaque ordre, à la suite d'un vote séparé).
Barnave joue rapidement un rôle important au sein de la députation du Dauphiné en appui de Mounier. Ils soutiennent le point de vue du parti patriote. Le 17 juin, les députés du tiers état se déclarent « Assemblée nationale ». Mounier, en désaccord avec cette formulation radicale, est cependant un des responsables du serment du Jeu de paume du 20 juin 1789 : ne pas se séparer avant d'avoir donné une Constitution à la France.
Après une période de flottement, des membres du clergé (notamment des curés) et de la noblesse se rallient au tiers état. Le 9 juillet, Louis XVI reconnaît l'assemblée du tiers état comme « Assemblée nationale constituante » et ordonne aux députés réticents de s'y joindre.

#### La crise de juillet 1789 (14 juillet - 5 août) et la déclaration des droits de l'homme (août)
Le 11 juillet, Louis XVI renvoie le ministre des Finances Jacques Necker. Cet acte est interprété comme une marque d'hostilité à l'égard de l'Assemblée constituante, d'autant que des troupes ont été acheminées à Paris. Le 14 juillet, Paris se soulève : c'est la prise de la Bastille, la formation d'une milice bourgeoise (puis Garde nationale de Paris), l'installation d'une municipalité indépendante, la Commune de Paris. L'Assemblée constituante n'est plus menacée, mais elle devient dépendante de la situation à Paris.
Le 21 juillet 1789 a lieu l'assassinat par une foule parisienne de l’intendant général Foullon et de son gendre Berthier de Sauvigny, ce qui suscite des réactions à l'Assemblée. Le lendemain, Barnave monte à la tribune et réplique aux députés indignés par cet acte : « Messieurs, on veut vous attendrir en faveur du sang versé hier à Paris. Ce sang était-il donc si pur, qu'on n'osât le répandre ? », phrase passée à la postérité et à laquelle quelqu'un, dans l'assemblée, répliqua : « Oh ! le tigre ! », surnom qui va rester par la suite à Barnave.
C'est à ce moment que les chemins de Barnave et de Mounier se séparent. Ce dernier penche pour un compromis respectueux du pouvoir monarchique (en fait, il souhaite des réformes, mais n'est pas du tout révolutionnaire). Barnave s’éloignant alors de lui se rapproche d'Adrien Duport et des frères Charles et Alexandre de Lameth, un groupe d'action politique appelé « le triumvirat », siégeant à l'extrême gauche[réf. nécessaire] de l'assemblée. Mounier se rallie à un groupe modéré, les monarchiens.
La deuxième moitié de juillet est marquée par une extension de la révolution aux autres villes du royaume, puis aux campagnes, où la Grande Peur aboutit à un grand soulèvement anti-seigneurial.
Confrontée à une situation exceptionnelle, l'Assemblée constituante décide d'opérer une grande réforme sociale : c'est la nuit du 4 août, l'abolition de tous les privilèges (personnels, sociaux et locaux) et de tous les droits d'origine féodale (en revanche, les droits seigneuriaux sont maintenus).
En août 1789, l'assemblée se consacre surtout à l'élaboration de la Déclaration des droits de l'homme et du citoyen (préambule de la constitution à venir), qui est votée le 26 août. Mais Louis XVI refuse de promulguer cette déclaration, ainsi que les décrets du 4 août.

#### La crise de l'automne (26 août 1789-6 octobre 1789)
Barnave est un des rares orateurs à rivaliser avec Mirabeau. Il acquiert par son éloquence un peu froide et son ardent amour pour la liberté une influence et une popularité importantes.
Le mois de septembre est marqué par ce conflit, qui se résout au début d'octobre par deux journées révolutionnaires : les 5 et 6 octobre, une manifestation de Parisiennes à Versailles, suivies de militants révolutionnaires, puis de la Garde nationale, oblige Louis XVI à lever son veto. Il est aussi décidé que le roi revienne à Paris, où il sera hébergé au palais des Tuileries, sous la protection et la surveillance de la Garde nationale (commandée par La Fayette).
Barnave obtient gain de cause contre Mounier : l'Assemblée accorde au roi un veto suspensif, alors que les monarchiens sont partisans du veto absolu. Les monarchiens sont effondrés. Rentré en Dauphiné, Mounier donne sa démission le 10 novembre, puis émigre en mai 1790.

### L'Assemblée constituante d'octobre 1789 à la fuite du roi (juin 1791)
Le triumvirat Duport, Barnave et Alexandre de Lameth participe à la création de la Société des Amis de la Constitution et de la Liberté, connue sous le nom de Club des jacobins. Ils intriguent afin d’écarter Mirabeau et La Fayette du pouvoir, craignant qu’ils ne confisquent l’un comme l’autre la Révolution à leur profit.
En mai 1790, un conflit ponctuel oppose l’Espagne et l’Angleterre, ce qui pose le problème du pacte de famille franco-espagnol et donc des pouvoirs du Roi en matière de déclaration de guerre. Cette question oppose vivement Barnave à Mirabeau et l’Assemblée vote finalement une motion de compromis : « Le droit de la paix et de la guerre appartient à la Nation. La guerre ne pourra être décidée que par un décret du Corps législatif sur la proposition formelle et nécessaire du roi et sanctionné ensuite par Sa Majesté ».

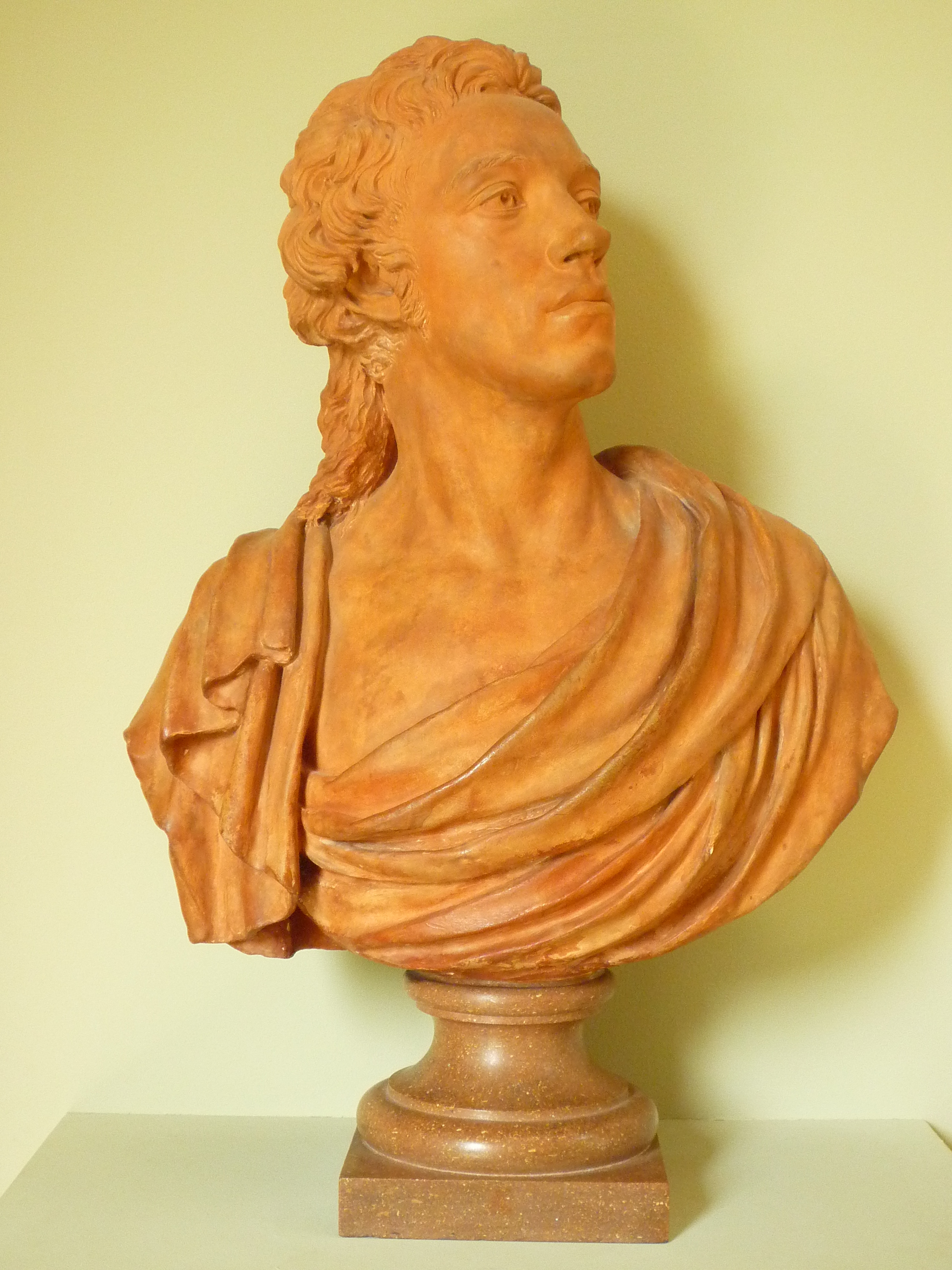
Buste d'Antoine Barnave par Jean-Antoine Houdon, (musée de Grenoble).

Le 1er août, Barnave est élu maire de Grenoble. Il accepte dans un premier temps, mais se désiste quelques mois plus tard, invoquant les contraintes de son mandat. Il accède à la présidence de l’Assemblée constituante le 25 octobre 1790 pour une durée de quinze jours. Sa popularité atteint son apogée.
Cependant, Barnave et ses amis, partisans du suffrage censitaire, défendent le droit de propriété. Ils se sentent dépassés par une gauche démocrate et égalitaire. Barnave est attaqué par Brissot, membre fondateur de la Société des Amis des Noirs, qui lui reproche dans son journal Le Patriote français ses prises de positions coloniales conservatrices sur le statut des « gens de couleurs ». En novembre 1790, Brissot publie même en ce sens une brochure intitulée Lettre ouverte à M. Barnave. Car le député du Dauphinois suivait le Club Massiac, dont faisaient également partie les frères Alexandre et Charles Lameth. Ainsi, au cours de débats à l'assemblée constituante, Barnave s'exclama : « Le nègre ne peut croire qu'il est l'égal du blanc ». Cette position ternit sa popularité auprès de nombreux patriotes, et figure dans l'acte d'accusation qui l'envoie à l'échafaud en novembre 1793 sous la Terreur. Il ne réussit dans un premier temps à empêcher le vote d'un décret qui accordait l'égalité des Blancs avec une partie des hommes de couleur libres (les propriétaires citoyens actifs et non les affranchis) le 15 mai 1791. Mais le 24 septembre 1791, dans un nouveau contexte de régression feuillante, il parvient à faire abroger le décret, rompant complètement avec les jacobins qui le radient du club le lendemain. Le vote du 24 septembre sera au contraire accueilli avec satisfaction par Marie-Antoinette.

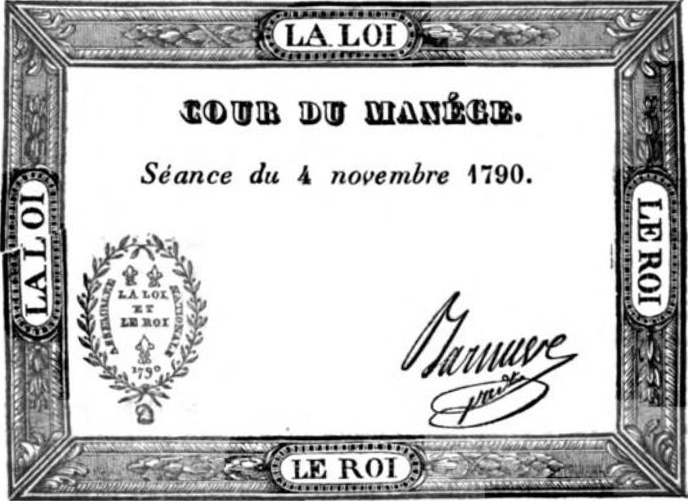
Carte d’entrée à la salle du Manège signée par Barnave.

En décembre 1790, Barnave, qui se représente à la présidence de l’Assemblée, est battu par Charles Antoine Chasset. Le triumvirat, attaqué sur sa droite par Mirabeau, est de plus en plus déconsidéré au Club des jacobins, malgré leurs positions communes lors de l’affaire du serment à la Constitution civile du clergé ou celle de l’émigration des tantes du roi (Mmes Adélaïde et Victoire). La motion Barnave écarte ainsi de l’Assemblée tous les ecclésiastiques refusant de prêter serment au maintien de la Constitution civile (janvier 1791). Mais on reprochait à Barnave de s'être battu en duel en août 1790 pour régler un différend, et de sacrifier ainsi à des pratiques d'Ancien Régime. À l’occasion de la tentative de fuite de Mmes Adélaïde et Victoire, Barnave dépose un amendement pour interdire à tout membre de la famille royale de s’éloigner de Paris.
Après la mort de Mirabeau, la Cour cherche de nouveaux alliés, notamment auprès du triumvirat. Barnave et ses amis fondent le 27 avril un nouveau journal, le Logographe, qui affiche sa confiance dans une monarchie limitée. Barnave et Lameth sont attaqués par Robespierre et les anti-esclavagistes sur la question des droits de gens de couleur qui revient en discussion, puis Robespierre obtient, contre l’intervention de Duport, un vote de l’Assemblée sur la non-rééligibilité de ses membres. Le triumvirat contrôle toujours au Club des jacobins le fameux Comité des correspondances, lien essentiel avec les sociétés provinciales affiliées, mais l’extrême gauche, très minoritaire à l’Assemblée, progresse dans les clubs (Clubs des jacobins et des cordeliers).

### La tentative de fuite du Roi et ses conséquences

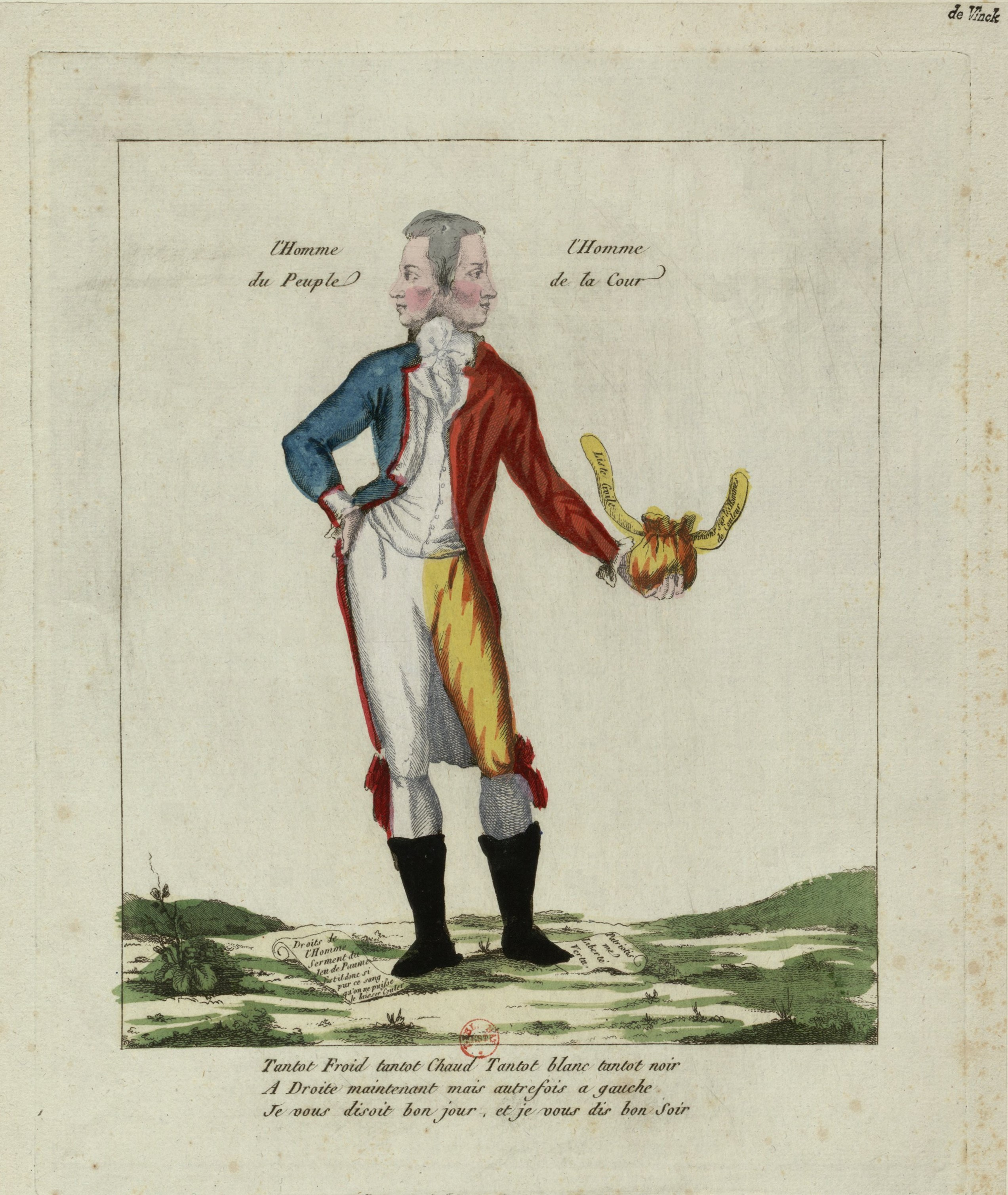
Caricature de Barnave en politicien jouant double jeu.

Lors de sa tentative de fuite (21 et 22 juin 1791) vers Montmédy, Louis XVI est arrêté à Varennes.
Barnave est envoyé par l’Assemblée, en compagnie de Pétion et de Latour-Maubourg, pour ramener la famille royale à Paris. Les trois députés rejoignent la berline royale au lieu-dit du Chêne fendu, sur la commune de Boursault.
Pendant les trois jours que dure le voyage de retour, Barnave est touché par les malheurs de Marie-Antoinette. A la demande de la Reine, qui mène une politique personnelle à l'insu de son mari, Barnave entame avec elle une correspondance secrète par l’intermédiaire du chevalier de Jarjayes. Il rejoint alors les monarchistes constitutionnels du club des Feuillants, ce qui lui vaut la haine du peuple parisien et des jacobins lesquels dénoncent « Barnave noir derrière, et blanc devant ». Le 15 juillet 1791 il prononce devant l’assemblée un discours sur « L’inviolabilité royale, la séparation des pouvoirs et la terminaison de la Révolution française ». Il exhorte le Roi, par l’entremise de sa correspondance avec Marie-Antoinette, à se rallier sincèrement à la Constitution, à condamner les menées des émigrés, et obtenir de l’empereur romain germanique, frère de la reine, la reconnaissance du nouveau régime.
Pendant le mois d’août et jusqu’au 30 septembre, date de clôture de la Constituante, Barnave et les modérés, malgré l’opposition de Robespierre et de la gauche, arrivent à sauver la monarchie, sans pour autant lui assurer les moyens de son action.
Quant à Marie-Antoinette, elle joue manifestement un double jeu. Elle tente avec l’énergie du désespoir de sauver sa famille et la monarchie. En réalité elle n'adhère pas aux idées de Barnave concernant la soumission du Roi à la constitution, et elle écrit ainsi à Mercy en parlant de Barnave et du club des Feuillants :

« Quoiqu’ils tiennent toujours à leurs opinions, je n’ai jamais vu en eux que grande franchise, de la force et une véritable envie de remettre de l’ordre et par conséquent l’autorité royale. […] Quelques bonnes intentions qu’ils montrent, leurs idées sont exagérées […]. »

En écrivant à son frère, elle mentionne également l’éloquence captivante de Barnave. Manipulée depuis l'enfance par sa mère, puis par son confesseur l'abbé de Vermond, puis par l'ambassadeur d'Autriche Mercy-Argenteau, puis enfin par Fersen, faute de pouvoir manipuler Louis XVI, elle manipule à son tour Barnave.

### Période de l'Assemblée législative (1° octobre 1791-10 août 1792)
Barnave reste à Paris jusqu’au 5 janvier 1792. Il continue à prodiguer ses conseils à la Cour par la correspondance ou les entrevues secrètes avec Marie-Antoinette. En parallèle, les ministres de Louis XVI échangent avec Barnave et Duport, la Constitution autorisant le Roi à choisir les conseillers dont il peut avoir besoin. Barnave conseille notamment au Roi de se servir de son droit de veto contre les décrets sur les émigrés et sur les prêtres réfractaires, tous deux violant la déclaration des Droits de l'Homme et du Citoyen.
Il se retire alors à Grenoble.

### De la chute de Louis XVI (10 août 1792) à la Terreur

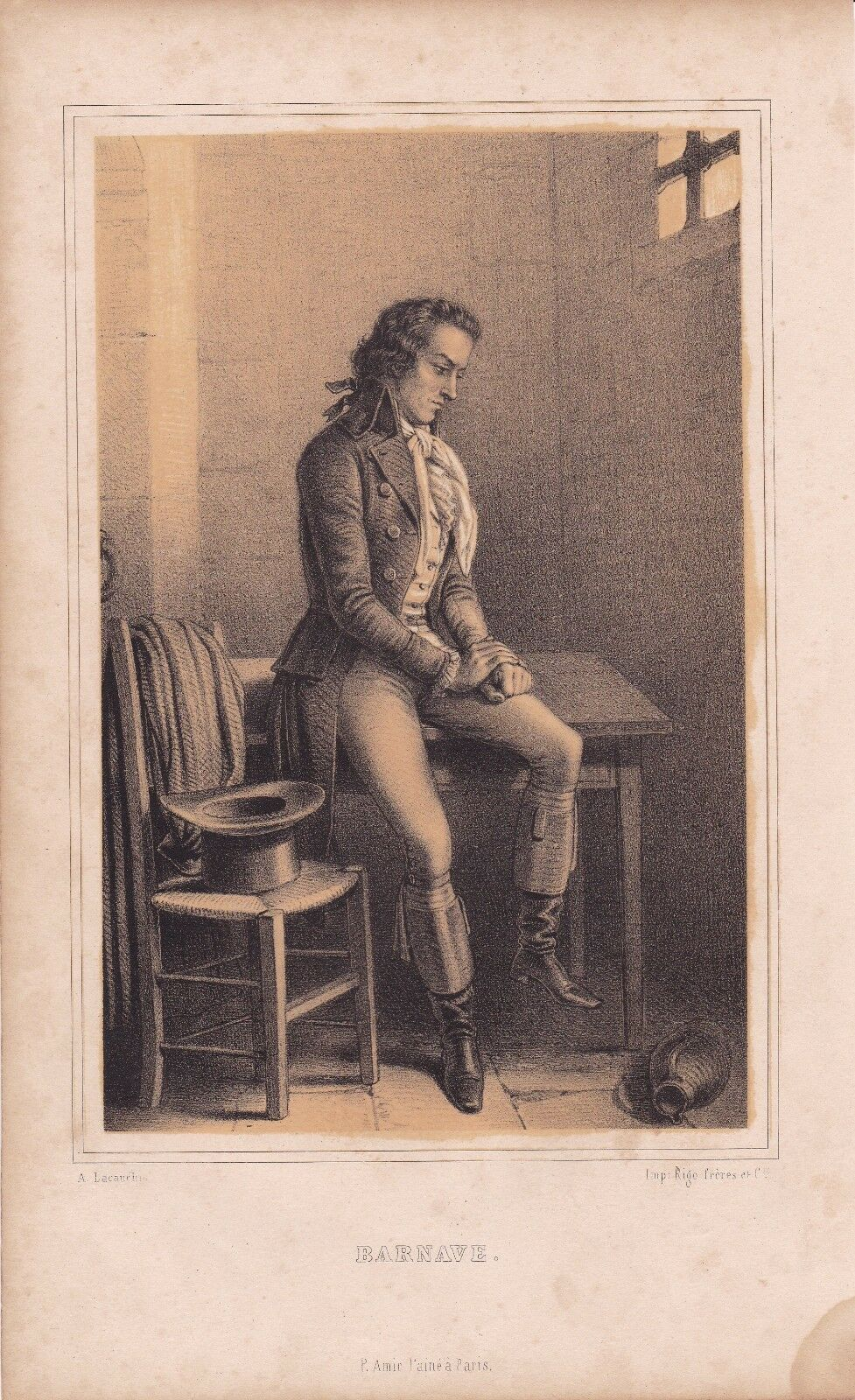
Barnave emprisonné, gravure d'Alexandre Lacauchie, XIXe siècle.

À la suite de la journée du 10 août 1792, sa correspondance compromettante est découverte dans la fameuse armoire de fer au palais des Tuileries.
Arrêté le 19 août dans sa maison familiale de Saint-Egrève, il est incarcéré à la prison de la Bastille de Grenoble, puis au couvent de Sainte-Marie-d’en-Haut, transformé en prison.
Le 20 septembre a lieu la première réunion de la nouvelle assemblée constituante, la Convention, qui abolit la royauté le 21. Le gouvernement est d'abord exercé par les girondins, mais ceux-ci sont vaincus le 2 juin par les montagnards, soutenus par la Commune insurrectionnelle de Paris.
En juin 1793, Barnave est isolé au fort Barraux, puis l’approche des troupes sardes entraîne son transfert à la prison de Saint-Marcellin. Il n’y reste que peu de temps, la Convention demandant sa comparution devant le Tribunal révolutionnaire de Paris. Le 18 novembre il est incarcéré à la Conciergerie.
Son procès a lieu les 27 et 28 novembre. Malgré la plaidoirie qu’il prononce lui-même, il est condamné à mort.

### Mort et funérailles
Il est guillotiné le lendemain en même temps que l’ancien garde des Sceaux, Duport-Dutertre. Au passage de la charrette, une bande de royalistes[réf. nécessaire] se réjouit : « Alors, Barnave, ce sang-là est-il donc si pur ? » - faisant référence au commentaire prononcé par Barnave après l'assassinat, en juillet 1789, de l'intendant Foulon et de son gendre Berthier de Sauvigny.
Antoine Barnave est inhumé[Quand ?] à la chapelle expiatoire à Paris.

## L’œuvre

### Principales oeuvres
En prison, Barnave écrit De la Révolution et de la Constitution, qui ne paraîtra qu’en 1843 sous le titre Introduction à la Révolution française. Ses manuscrits sont alors publiés par M. Bérenger sous le titre d’Œuvres de Barnave, et seront réimprimés à plusieurs reprises à partir de 1960.
L’ouvrage de Barnave entend montrer que la Révolution est l’aboutissement d’une longue évolution depuis le Moyen Âge, que la propriété agraire amena la formation de gouvernements aristocratiques. Selon lui le développement du commerce et de l’industrie entraîna la transformation des sociétés agraires traditionnelles, un progrès de la bourgeoisie qui afficha son désir de plus en plus irrésistible de participer au gouvernement. Le livre de Barnave frappa Jean Jaurès et Albert Mathiez.
L'examen attentif de sa correspondance et de ses prises de parole dans les assemblées successives tend à démontrer que Barnave fut davantage un opposant à Louis XVI qu'un soutien, s'étant toujours opposé à l'affermissement du pouvoir exécutif.
La bibliothèque municipale de Grenoble détient de nombreux manuscrits de Barnave et de sa mère :
- Œuvres, publiées par Mme Saint-Germain sa sœur[11], mises en ordre et précédées d'une notice historique sur Barnave par Mr Béranger de la Drôme, Paris, Jules Chapelle et Guiller, 1843, 4.tomes en 2.vol., in-8, CXL-248-408-390-424, pp. portrait, 2 fac-similés (première et unique édition des Œuvres de Barnave) Numérisé sur gallica.
- Rapport sur les colonies, et décret rendu sur cette affaire par l'Assemblée Constituante le 28 septembre 1791, sanctionné par le Roi le 29 du même mois. Paris, Imprimerie de la Feuille du Jour, non daté [1791], in-8, 63.pp.

### Autres
- Cinq discours d’Antoine Barnave
- Discours d’Antoine Barnave sur « L’inviolabilité royale, la séparation des pouvoirs et la terminaison de la Révolution française »[12] prononcé le 15 juillet 1791 devant l’Assemblée constituante.
- Rapport fait à l’Assemblée nationale, le 8 mars 1790, au nom du comité des colonies, Paris, De l’Imprimerie nationale, 1790, 22 p. (lire en ligne).
- Rapport fait à l’Assemblée nationale, sur les colonies, au nom des Comités de Constitution, de Marine, d’Agriculture, de Commerce & des Colonies, le 23 septembre 1791, Paris, De l’Imprimerie nationale, 1791, 12 p. (lire en ligne).

## Hommages
- Le musée de la Révolution française à Vizille expose un tableau de grande taille de Barnave dans l'escalier des droits de l'Homme et du citoyen. Par ailleurs, ce musée a installé son buste à côté de celui de Jean-Joseph Mounier, dans l'emplacement matérialisé de l'ancienne salle du Jeu de paume, détruite par un incendie en 1865.
- Plusieurs municipalités ont donné son nom à une de leurs rues :
  - Grenoble, sa ville natale
  - Saint-Martin-d'Hères (Isère)
  - Valence
  - Bourg-lès-Valence (Drôme)
- Le concours d'éloquence de l'IEP de Grenoble porte son nom.

## Philatélie
En 1989, la poste a émis un timbre à son nom, dessiné et gravé par Pierre Forget. D'une valeur faciale de 2,20 F + 0,50 F de surtaxe au profit de la Croix-Rouge française, il porte le N¨YT 2568. Il est aussi émis au sein du carnet 1989, série Personnages célèbres Révolution Française[réf. nécessaire].